# 約翰·錢伯斯
約翰·湯瑪士·錢伯斯（英語：John Thomas Chambers，1949年8月23日—），生於美國俄亥俄州克里夫蘭，企業家，為思科系統的董事長兼執行長。

## 生平
在西維吉尼亞大學取得學士學位，在印第安纳大学取得工商管理碩士（MBA）。碩士畢業後，於1976年至1983年間，進入IBM工作。
1990年，加入思科系統，擔任全球銷售與營運部門的資深副總裁。1995年，出任思科系統執行長。2006年11月，在執行長職位之外，又被提名為董事會主席。